# Lampa siarkowa

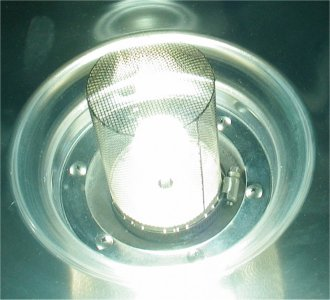
Lampa siarkowa

Lampa siarkowa – wysoce wydajna, bezelektrodowa lampa elektryczna, zawiera niewielką ilość siarki oraz gazowy argon jako gaz rozruchowy. Wytwarza światło dzięki pobudzeniu siarki do stanu plazmy energią dostarczaną za pomocą mikrofal. Technologia została opracowana w latach 1986–1990., jednak początkowo nie została uznana za zbyt obiecującą i okazała się komercyjną katastrofą. Od 2005 r. lampa siarkowa wróciła do łask, jest obecnie produkowana i coraz powszechniej stosowana.

## Budowa i mechanizm działania
Lampa siarkowa zbudowana jest z kilkucentymetrowej bańki ze szkła kwarcowego, zawierającej kilka miligramów sproszkowanej siarki i argon jako gaz rozruchowy. Magnetron, podobnie jak w kuchenkach mikrofalowych, bombarduje bańkę promieniowaniem mikrofalowym o częstotliwości 2,45 GHz. Całość umieszczona jest w "klatce" z cienkiego drutu, odbijającej promieniowanie mikrofalowe. Energia mikrofal nagrzewa argon, który rozgrzewa siarkę do takiego stopnia, że ta zmienia się w plazmę i także pochłania mikrofale, silnie rozgrzana siarka emituje bardzo silne światło. Problemem okazało się osiągnięcie jednorodnego rozkładu temperatur w naczyniu wyładowczym, koniecznego do osiągnięcia dostatecznego ciśnienia par siarki na poziomie 5 atmosfer. Bańka szklana jest miejscami ogrzewana tak silnie, że pozostawiona sama sobie mogłaby się stopić. Aby temu zapobiec jest ona nieustannie obracana wokół osi kwarcowego pręta zamocowanego do bańki z prędkością powyżej 300 obr./min, w niektórych egzemplarzach bańka jest chłodzona przy pomocy wentylatora. Przeważnie bańka umieszczana jest w ognisku reflektora parabolicznego, tak że jej światło jest formowane w wiązkę, która następnie jest rozpraszana poprzez różne systemy.
Utrzymanie siarki w stanie plazmy przy pomocy elektrod (jak to ma miejsce z rtęcią w popularnych lampach rtęciowych) jest niemożliwe. Siarka jest niezwykle agresywna chemicznie dla wielu materiałów znanych z konstrukcji innych źródeł światła. Elektrody wolframowe są przez nią niszczone gwałtownie, dlatego niezbędne stało się zastosowanie konstrukcji bezelektrodowej. Brak elektrod pozwala na wykorzystanie znacznie większej palety substancji do wytwarzania światła niż ma to miejsce w przypadku klasycznych lamp elektrodowych.
Średni przewidywany czas pracy samej lampy siarkowej to około 60 tys. godzin, jednak średni czas pracy magnetronu to jedynie 15-20 tys. godzin. Czas rozjarzenia lampy siarkowej jest znacznie krótszy niż innych lamp jarzeniowych, nawet w niskiej temperaturze otoczenia. Osiąga ona 80% jasności w czasie poniżej 20 sekund. Lampa siarkowa może być ponownie uruchomiona po czasie około 5 min. od odłączenia zasilania. 
Pierwszy prototyp lampy siarkowej miał moc 5,9 kW, i osiągał skuteczność świetlną rzędu 80 lm/W. Pierwszy seryjnie produkowany model miał moc 1,4 kW i strumień świetlny 135 tys. lumenów. W najnowszych modelach wyeliminowano wentylator i poprawiono skuteczność świetlną do ponad 100 lm/W. Produkcja systemów o mocach niższych od 1000 W jest raczej niepraktyczna.

## Cechy emitowanego światła

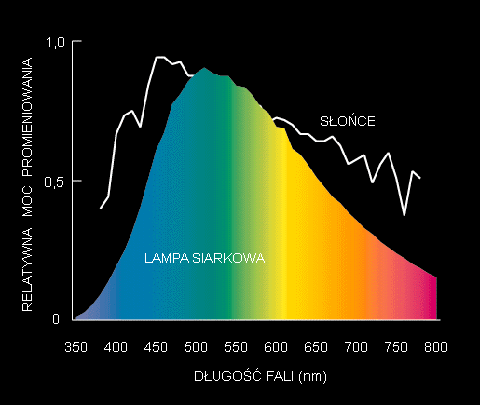
Spektrum lampy siarkowej na tle światła słonecznego.

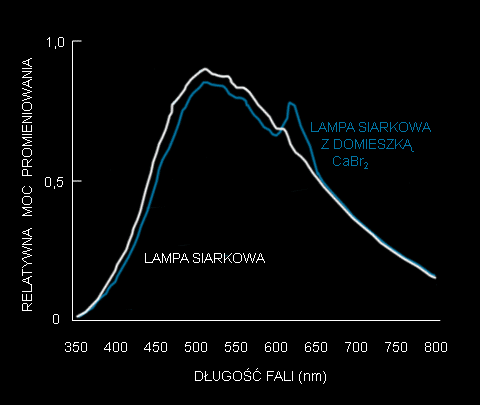
Spektrum lampy siarkowej z domieszką CaBr_{2}.

Plazma siarkowa składa się głównie z dwuatomowych cząstek (S2), które emitują światło poprzez emisję cząsteczkową. Dzięki temu, w przeciwieństwie do emisji atomowej, spektrum wytwarzanego promieniowania jest ciągłe w całym zakresie światła widzialnego. Promieniowanie podczerwone jest bardzo małe, podobnie jak promieniowanie ultrafioletowe, które stanowi zaledwie 1% emitowanego promieniowania. Około 73% promieniowania to światło widzialne, jest to znacznie więcej niż w przypadku innych źródeł światła. Poza tym jest ono bardzo zbliżone do światła słonecznego, dzięki temu i niskiej emisji szkodliwego promieniowania ultrafioletowego, doskonale nadaje się np. do oświetlania wystaw muzealnych.
Spektrum osiąga maksimum przy długości fali około 510 nm, przez co nadaje delikatnie zielonkawy odcień oświetlanym przedmiotom. Lampy siarkowe cechuje temperatura barwowa ok. 6000 K oraz wskaźnik CRI wynoszący 79. Lampa może być przyciemniona do około 15% nominalnej mocy bez utraty jakości oświetlenia. Walory światła są zachowane przez cały czas pracy lampy. 
Użycie filtrów w kolorze magenta nadaje światłu cieplejszego wyrazu. Właśnie takie filtry zostały  użyte przy oświetlaniu National Air and Space Museum w Waszyngtonie. Dodatki innych substancji chemicznych pozwalają zmienić charakter światła. Lampa siarkowa z dodatkiem bromku wapnia CaBr₂ rozjaśnia spektrum w czerwonej długości fali (625 nm) i nieznacznie osłabia fale zielone i niebieskie. Temperatura barwowa uzyskanego w ten sposób światła wynosi 3500 K. Używane są również inne domieszki takie jak jodek litu  czy jodek sodu.

## Wpływ na środowisko naturalne
W przeciwieństwie do lamp fluorescencyjnych czy jarzeniowych, lampy siarkowe nie zawierają rtęci, zatem nie stanowią zagrożenia dla środowiska naturalnego i nie wymagają specjalistycznej utylizacji. Dzięki korzystnemu stosunkowi strumienia świetlnego do pobieranej mocy elektrycznej spada zużycie energii elektrycznej potrzebnej do oświetlenia.